# Csáki-Maronyák József
Csáki-Maronyák József (Orosháza, 1910. március 11. – Budapest, 2002. január 29.) Kossuth-díjas festőművész és rézkarcoló. Nagy mesterségbeli tudása tiszteletet parancsol, átsüt rajta Munkácsy Mihály expresszív realizmusa, a nagybányaiak természetszeretete, figurális ábrázoló készsége. Kolorizmusa talán az itáliai reneszánszból táplálkozik.

## Életútja
Egy nagycsaládos kéményseprő 13 gyermeke közül Csáki-Maronyák József hetedik gyermekként látta meg a napvilágot. Elemi iskoláit Orosházán végezte, de gimnázium akkor még Orosházán nem volt, így tanulmányait 1922-től a szegedi Baross reálgimnáziumban végezte. Felsőfokú tanulmányokat Budapesten folytatott a Műegyetemen (1928-29), majd a Magyar Képzőművészeti Főiskolán (1929-1934), itt Rudnay Gyula volt a mestere.  Főiskolás évei alatt eljutott Bulgáriába, Párizsba, Münchenbe, friss diplomásként orosházi barátaival kerékpárral ment Nápolyba. Az 1940-es évek elején a kulturális minisztérium ösztöndíjának jóvoltából két nyarat Székelyföldön alkothatott. A kommunista rendszer magyarországi bevezetése után a Szovjetunióba is kijutott.
Az 1930-as évek közepén szülővárosában dolgozott (1934-1938), 1945-től a Török utcai Művészeti Gimnáziumban (régies nevén: Szépmíves Líceum) tanított, majd ő lett az iskola igazgatója. 1949-ben bekerült a Magyar Iparművészeti Főiskolára, ahol alakrajzot tanított 1956-ig. 1956-tól önálló festőként, ahogy később mondták, szellemi szabadfoglalkozásúként alkotott. Életvitelszerűen Budapesten tartózkodott, nyaranként Tihanyban festett. 1954-ben nősült meg, Debrőczy Éva ruhatervezőt vette feleségül, házasságukból két leánygyermek született. Egyikük, Csáky-Maronyák Éva szintén festőművész.

## Művészete
1930-tól kiállítóművész. Életképeket, tájképeket, csendéleteket, portrékat festett. Erőssége volt az arcképfestés és a kolorizmus, mestere volt a lélektani portrék megalkotásának. Megörökítette a tudományos és közélet jeles egyéniségeit, köztük a SOTE rektorait, Horthy Miklóst, később Marx, Engels, Lenin, Rákosi Mátyás szerepeltek megrendelései közt kortárs művészek közül ábrázolta például Móricz Zsigmondot, Kodály Zoltánt. 1951-ben rendezték meg nagy portré kiállítását, amelyért 1952-ben megkapta a Kossuth-díj kitüntetést.
Számos közgyűjteményben őrzik munkáit, köztük a budapesti Magyar Nemzeti Galéria, a Petőfi Irodalmi Múzeum, a Magyar Mezőgazdasági Múzeum, a szolnoki Damjanich János Múzeum, a békéscsabai Munkácsy Mihály Múzeum, sőt a torinói múzeum is vásárolt képeiből.
Szülővárosában a kortárs művészeti kiállító helyet róla nevezték el 2003-ban, ma Csáki-Maronyák József Galéria, Orosháza.

## Kiállításai (válogatás)[3]

### Egyéni kiállítások
- 1931 • Nemzeti Szalon, Budapest
- 1948 • Fővárosi Népművelési Központ (Somogyi Józseffel)
- 1951 • Fényes Adolf Terem, Budapest
- 1960 • Csók Galéria, Budapest
- 1963 • G. Bars, Róma
- 1967 • Képcsarnok, Békéscsaba
- 1968 • Aba Novák Terem, Szolnok
- 1969 • Művészeti és Sportház Galéria, Szombathely
- 1972 • Petőfi Művelődési Központ, Orosháza • Mednyánszky Terem, Budapest
- 1973 • Művelődési Központ, Békéscsaba
- 1974 • Báthori Múzeum, Nyírbátor
- 1976 • Rudnay Terem, Eger • Medgyessy Terem, Budapest
- 1980 • Csók Galéria, Budapest
- 1981 • Vaszary Terem, Kaposvár
- 1982 • Ferenczy Terem, Pécs
- 1984 • Derkovits Terem, Szombathely • Általános Művelődési Központ (Moldován Istvánnal és Szabó Vladimirrel), Kiskunhalas
- 1985 • Petőfi Művelődési Központ (Csáki-Maronyák Évával), Orosháza
- 1986 • Művelődési Központ, Kecel
- 1987 • Iskola Galéria, Budapest (Csáki-Maronyák Évával)
- 1989 • Csók Galéria, Budapest
- 1998 • Szt. György-templom (Mihály Gáborral és Somogyi Gáborral), Mezőhegyes.

### Csoportos kiállítások
- 1950-1968 • 1-11. Magyar Képzőművészeti kiállítás, Műcsarnok, Budapest
- 1955 • Képzőművészetünk tíz éve, Műcsarnok, Budapest
- 1957 • Tavaszi Tárlat, Műcsarnok, Budapest
- 1960 • Képzőművészetünk a felszabadulás után, Magyar Nemzeti Galéria, Budapest
- 1969 • Magyar művészet 1945-1969, Műcsarnok, Budapest
- 1981 • Az ötvenes évek. A huszadik század magyar művészete, Csók Képtár, Székesfehérvár
- 1985 • 40 alkotó év, Műcsarnok, Budapest.

## Társasági tagság
- Képzőművészeti Alap alapító tag

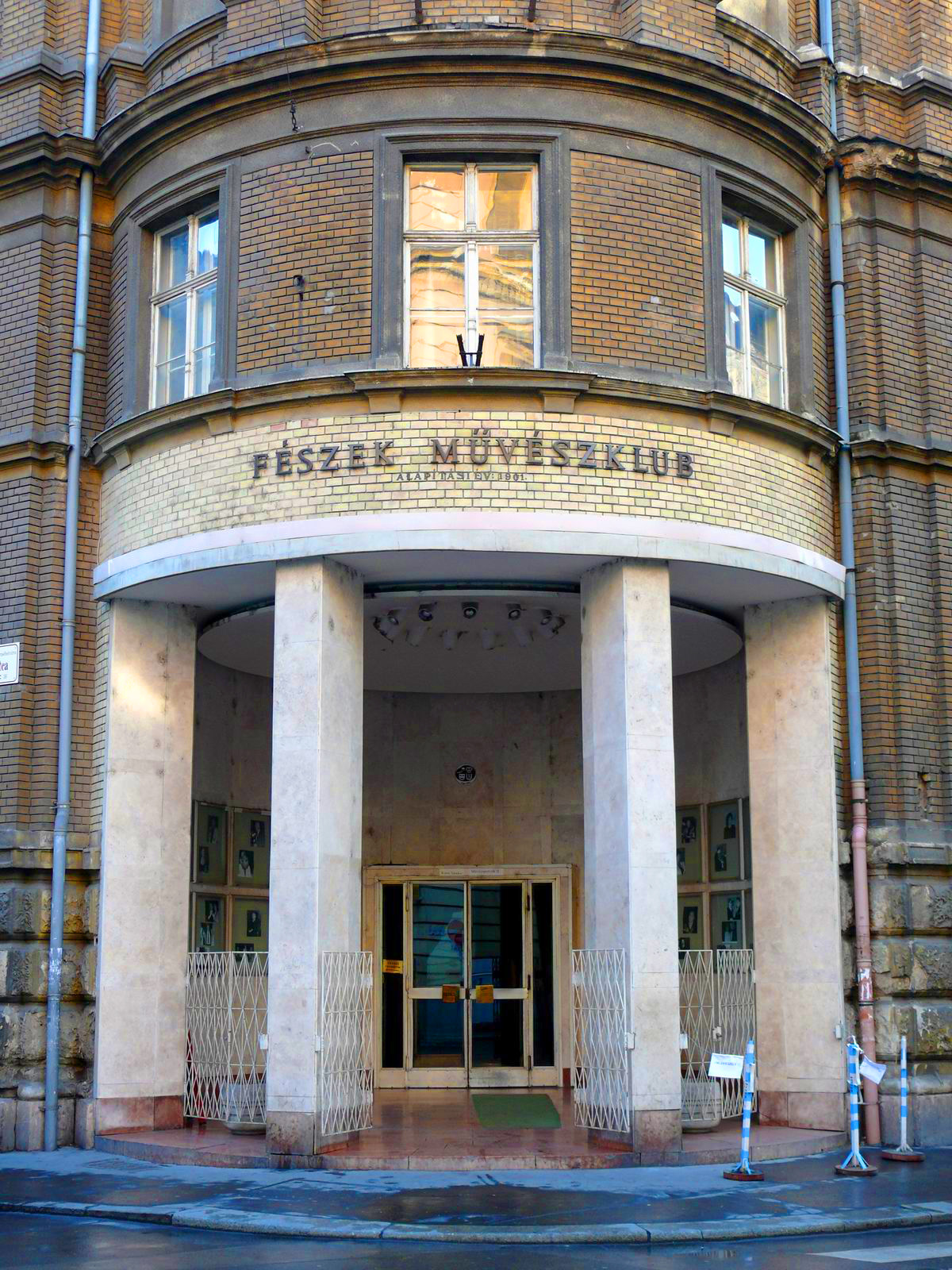

- Magyar Képzőművészek és Iparművészek Szövetsége alelnök
- Fészek Művészklub tag
- Művészeti Szakszervezetek Szövetsége vezetőségi tag

## Díjak, elismerések
- A Szinyei Merse Pál Társaság díja (1938);
- Kossuth-díj (1952);
- SZOT-díj (1970)

## További irodalom
- Művek (vál.) Csáki-Maronyák József. Orosháza : Petőfi Művelődési Központ, [1998]. 115 p. : ill., részben színes. (Művészi album Az önéletrajz angol finn és német nyelven is). ISBN 963-04-9438-8
- Csáki-Maronyák József / Pogány Ö. Gábor. Budapest : Képzőművészeti Alap Kiadó, 1975. (Mai magyar művészet.)
- Csáki-Maronyák József kiállítása : Orosháza, 1972. / bev. Pogány Ödön Gábor. [Budapest], [1972]. [16] fol. (Kiállítási katalógus.)